# Simulium pseudoexiguum
Simulium pseudoexiguum är en tvåvingeart som beskrevs av Mello och Barbosa de Almeida 1974. Simulium pseudoexiguum ingår i släktet Simulium och familjen knott. Inga underarter finns listade i Catalogue of Life.